# Джентиле, Клаудио
Кла́удио Дженти́ле (итал. Claudio Gentile; род. 27 сентября 1953, Триполи) — итальянский футболист, игрок сборной Италии, тренер. Чемпион мира 1982 года. Родился в столице Ливии Триполи в сицилийской семье.

## Карьера
В начале своей карьеры Джентиле играл крайнего полузащитника и крайнего защитника в клубах «Варезе» и «Арона». В 1973 году он переходит в «Ювентус», где его определили на роль центрального защитника. Там он играл с другим великолепным игроком — Гаэтано Ширеа. С «Ювентусом» Джентиле выигрывал 6 чемпионатов Италии, 2 кубка Италии, Кубок УЕФА и европейский суперкубок. После Юве Клаудио играл за «Фиорентину», где он выступал ещё три года, а затем перешёл в клуб Серии В «Пьяченца», где и завершил карьеру.
Международное признание Джентиле получил в 1982 году, за игру на чемпионате мира. В матче с Аргентиной, ведомой самим Диего Марадоной, Джентиле персонально играл против этого футболиста и не позволил ему продемонстрировать весь свой потенциал, а Италия выиграла 2:1. После игры он сказал: «Футбол — это не для грёбаных балерин». Следующую игру Италия проводила против сборной Бразилии, на этот раз Клаудио персонально играл против другого великолепного футболиста — Зико, Италия в трудном матче победила 3:2. В полуфинальном матче с Польшей Джентиле не участвовал из-за жёлтых карточек, полученных в матчах с Аргентиной и Бразилией, но в финале вышел и стал чемпионом мира, в матче, в котором Италия обыграла ФРГ со счётом 3:1. Интересно, что в первых пяти матчах Джентиле играл с усами, а в финале без усов.
После окончания карьеры Джентиле стал тренером, ему было доверено тренировать сборную Италии до 21 года. Его команда вышла в полуфинал молодёжного чемпионата 2002 победила на молодёжном чемпионате Европы в 2004 году, но на турнире 2006 года даже не вышла из группы, вследствие чего Джентиле был уволен. Также Джентиле тренировал сборную на Олимпиаде 2004, где Италия дошла до полуфинала.

## Достижения

### Как игрок
- Чемпион Италии: 1975, 1977, 1978, 1981, 1982, 1984
- Обладатель Кубка Италии: 1979, 1983
- Обладатель Кубка УЕФА: 1977
- Обладатель Кубка Кубков: 1984
- Обладатель Суперкубка УЕФА: 1984
- Чемпион мира: 1982

### Как тренер
- Чемпион молодёжного чемпионата Европы: 2004
- Бронзовый медалист ОИ-2004